# Blepephaeus bipunctatus
Blepephaeus bipunctatus là một loài bọ cánh cứng trong họ Cerambycidae.